# Hedwig Freiberg

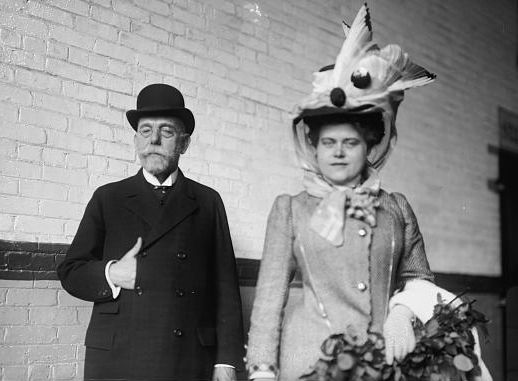
Robert Koch mit seiner zweiten Ehefrau Hedwig im Jahre 1908

Hedwig Freiberg, vollständiger Name Hedwig Emma Franziska Freiberg, (* 24. Juli 1872 in Berlin Anm.; † 16. Juni 1945 in Elspe, Sauerland) war eine deutsche Theaterschauspielerin und die zweite Ehefrau des Bakteriologen und Nobelpreisträgers Robert Koch.

## Leben
Hedwig Freiberg, über deren Mutter nur wenig bekannt ist und zu deren Vater keine Angaben vorliegen, wurde in Berlin als uneheliche Tochter von Emilie Justine Freiberg geboren und am 4. August 1872 evangelisch getauft. Sie trat aber später aus der Evangelischen Kirche aus und war bei ihrem Tod konfessionslos. Sie war „künstlerisch überaus talentiert“. Freiberg wollte ursprünglich Malerin werden und war Schülerin des Berliner Malers Gustav Graef. Nach Freibergs eigenen Angaben war auch Walter Rudolf Leistikow (1865–1908) ihr Lehrer.
Freiberg erhielt ihre Schauspielausbildung in Berlin bei der Hofschauspielerin und Regisseurin Anna-Jäger-Rosen, die damals die theatralischen Aufführungen des Vereins „Urania“ leitete. Für die Spielzeit 1890/91 wurde sie unter der Intendanz von Ludwig Barnay an das Berliner Theater verpflichtet, wo sie unter dem Künstlernamen Hedwig Fernbrück im Rollenfach der „Naiven“ auftrat. Nach Freibergs eigener Aussage verpflichtete Barnay sie an das Berliner Theater, nachdem er sie bei einer Wohltätigkeitsveranstaltung, bei der sie in einem Theaterstück mitwirkte, gesehen hatte. Freiberg war am Berliner Theater u. a. als Page der Königin Elisabeth in Maria Stuart (Premiere: September 1890) und als Page in Richard II. (Premiere: März 1891) besetzt. Anfang Oktober 1890 debütierte sie als Wilma in dem Lustspiel Rosenkranz und Güldenstern von Michael Klapp. Weitere Rollen am Berliner Theater waren die Ida in Gustav Freytags Lustspiel Die Journalisten und die Kammerjungfer Mina in dem Schwank Der Veilchenfresser von Gustav von Moser. Zu ihren Partnern in verschiedenen Stücken gehörten u. a. Friedrich Mitterwurzer und Nuscha Butze. Im Deutschen Bühnenjahrbuch für die Saison 1891/92 wird Freiberg noch als in Berlin lebende Schauspielerin, jedoch ohne Engagement, geführt. Weitere Auftritte lassen sich aktuell nicht nachweisen.
Im Winter 1889/90 lernte die damals 17-jährige Hedwig Freiberg den Bakteriologen und späteren Nobelpreisträger Robert Koch kennen. Über die erste Begegnung, die nach Freibergs eigenen Aussagen im Atelier von Gustav Graef stattgefunden haben soll, existieren in zeitgenössischen Zeitungen und in der wissenschaftlichen Forschung unterschiedliche Aussagen. Kolportiert wurde u. a. die Version, Graef habe seine attraktive Schülerin Hedwig Freiberg zu Koch in das neu eröffnete Institut für Infektionskrankheiten gesandt, um einen Termin für eine Porträtsitzung zu vereinbaren. Andere Quellen gehen von einer zufälligen Begegnung in Graefs Atelier aus. Am 13. September 1893 heirateten Koch, der im Juni 1893 von seiner ersten Ehefrau Emmy (1847–1913) geschieden worden war, und Hedwig Freiberg, die damals In den Zelten Nr. 15 wohnhaft war, auf dem Standesamt XII a, Alt-Moabit/Friedrich-Wilhelm-Stadt, Alt-Moabit Nr. 120, in Berlin. Die Eheschließung nahm der Amtsvorsteher des Standesamts, der protestantische Geistliche und ehemalige Reichstagsabgeordnete Gustav Knörcke, vor. Als Trauzeugen fungierten Gustav Graef, der Freiberg nach deren Aussagen bereits seit ihrer Kindheit kannte, und der Stabsarzt und Privat-Dozent Richard Pfeiffer, Vorsteher der Wissenschaftlichen Abteilung des Instituts für Infektionskrankheiten in Berlin. Die Ehe, die als glücklich galt, blieb kinderlos. Freiberg gibt in ihren Memoiren als Grund dafür eine Vasektomie an, die Koch nach der Trennung von seiner ersten Frau an sich selbst vorgenommen habe.
Freiberg zeigte nach ihrem Kennenlernen großes Interesse an Kochs wissenschaftlicher Arbeit und an seinen Forschungen. Sie erlernte den richtigen Umgang mit dem Mikroskop und gestattete Koch auch, „gewagte Experimente“ an ihrem Körper vorzunehmen, um 1890 das noch unfertige Tuberkulin zu erproben. Hedwig Koch, die fließend und akzentfrei Englisch sprach, begleitete Robert Koch auf seinen Forschungsreisen nach Ägypten, Indien, Ostafrika, Neuguinea, Indonesien und in den Bismarck-Archipel, wo er nach Therapien für Malaria, Rinderpest und Cholera suchte, und nach Japan. Sie erlernte verschiedene Sprachen indigener Völker, um Koch als Übersetzerin und Dolmetscherin bei seiner Forschungsarbeit zu unterstützen.
Nach Robert Kochs Tod († 1910) unternahm Hedwig Koch weiterhin zahlreiche Reisen. Sie reiste mehrfach für viele Monate nach Peking, nach Angkor Vat in Kambodscha und nach Japan, wo Daisetsu Teitaro Suzuki ihr spiritueller Lehrer wurde. Sie besuchte die »Ahmadtya-Mohammedaner« und das Hauptquartier der Theosophischen Gesellschaft in Adyar. 1925 wurde sie von Papst Pius XI. in einer Privataudienz empfangen.
1934 schrieb sie ihre 75 Schreibmaschinenseiten umfassenden Erinnerungen mit dem Titel Mein Weg mit Robert Koch. Aufgeschrieben von Hedwig Koch-Freiberg. (Oder Aennchen von Tharau’s Martyrium) nieder, die 2023 erstmals vollständig veröffentlicht wurden, nachdem das Originalmanuskript lange Zeit als verschollen galt. In ihren Memoiren beschreibt Hedwig Koch die Stärken, aber auch die Abgründe von Robert Kochs mikrobiologischen Forschungen. Ihre Erinnerungen sind die Gesellschaftskritik einer Frau, die zwischen selbstloser Hingabe und dem Aufbegehren gegen erlittene Demütigungen schwankt.
Mit Hilfe und Vermittlung einer früheren Freundin aus Baden-Baden flüchtete Hedwig Koch 1943 vor den Luftangriffen auf Berlin ins Sauerland, wo sie zunächst einige Wochen im Gasthof „Zum Rüsperwald“ in Marmecke lebte, bevor sie dauerhaft ein Zimmer des Gasthofs „Föhres“ (Kleimann) in Gleierbrück bezog. Hedwig Koch war in den letzten zwei Jahren ihres Lebens zeitweise pflegebedürftig und auf Hilfe angewiesen. Als sich ihr Gesundheitszustand verschlechterte, wurde sie in das damalige Krankenhaus Elspe eingeliefert, wo sie im Juni 1945 im Alter von 73 Jahren starb. Sie wurde in Lennestadt auf dem Friedhof im Ortsteil Saalhausen beigesetzt. Nach Ablauf des 40-jährigen Nutzungsrechts wurde das Grab 1986 eingeebnet, nachdem das Robert-Koch-Institut eine Anfrage des damaligen Stadtdirektors der Stadt Lennestadt, ob ein Interesse an der Erhaltung der Grabstätte bestehe, abschlägig beantwortet hatte.
In der 1. Staffel der Fernsehserie Charité (2017) wurde Hedwig Freiberg, die zu den Hauptfiguren dieser Staffel gehörte, von der Schauspielerin Emilia Schüle verkörpert.